# Clusium

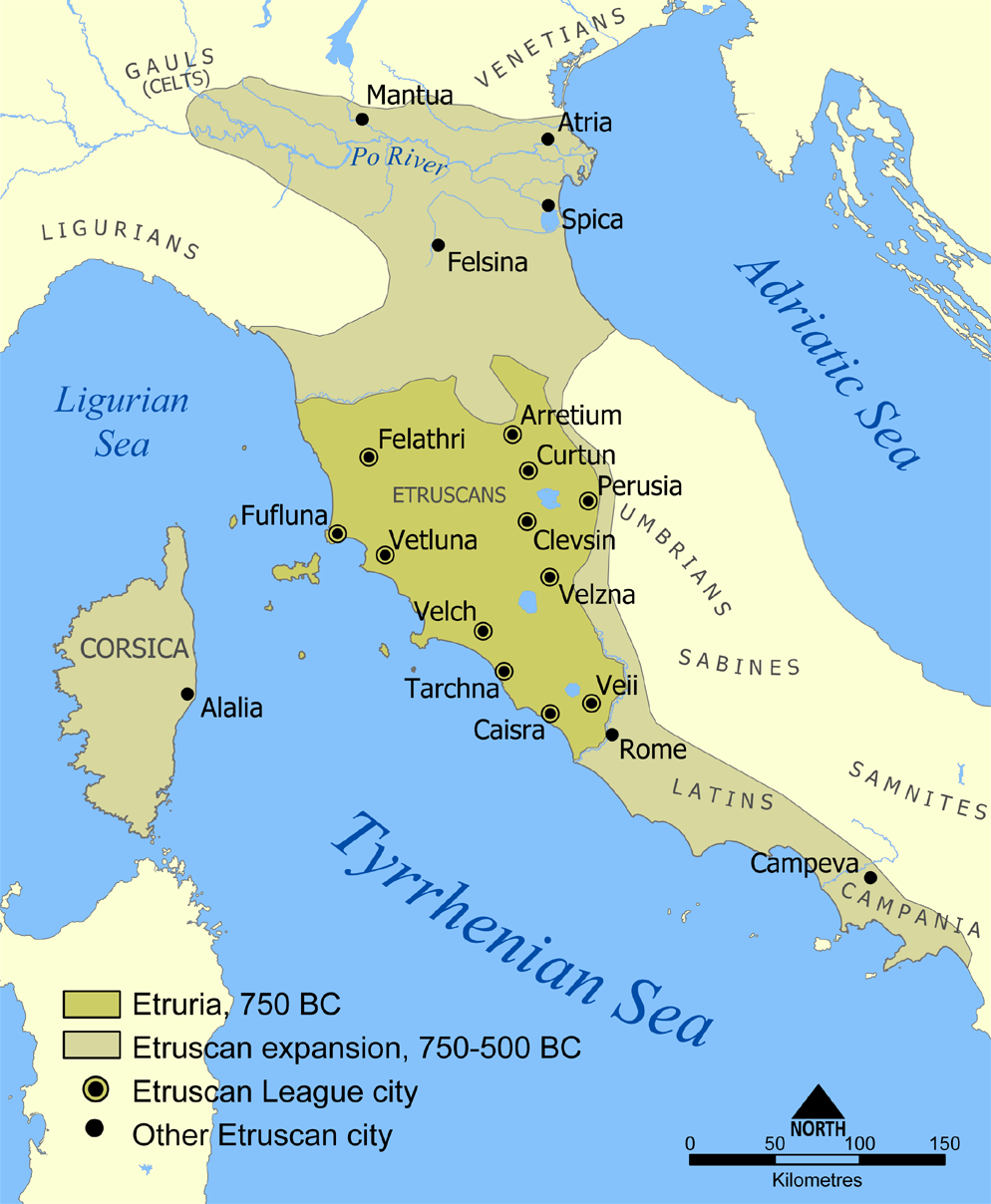

Clusium var en antik stad i Italien, en av flera funnen på samma plats. Det nuvarande samhället Chiusi (Toscana) ligger delvis på samma plats som denna muromgärdade romerska stad. Staden modellerades efter en tidigare etruskisk stad vid namn Clevsin, grundad på territorium tillhörande en förhistorisk kultur, möjligen också etruskisk eller proto-etruskisk. Platsen, som ligger i norra Italien på västra sidan om Apenninerna, är troligen den plats, där Clusium och Clevsin låg, trots vissa tvivel.

## Ursprung i förhistorien
Clusiums ursprung förlorar sig i förhistoriens dunkel. Vid den tid då den omnämns i Titus Livius Historia är den redan en stor etruskisk stad, som man ber om hjälp mot det republikansksinnade Rom. Om dess tillvaro innan dess, gör Livius endast ett kort uttalande (10.25) att den en gång kallades Camars.
Etruskiska städer verkar plötsligt ha tillkommit, utan tidigare existens, runt 600 f.Kr., när den orientaliska perioden började. Rik konst och arkitektur framtonade då, inte olikt orientaliseringsperioden i det närliggande antikens Grekland (Hellas). Perioden inleddes i Etruriens kusttrakter och spred sig snabbt inåt landet, över järnålderskulturen Villanovas område. Den sistnämnda hade dykt upp omkring 1000 f.Kr. och spritt sig över hela det område, som sedermera beboddes av etrusker.
Villanovakulturens efterlämnade kulturskatter liknar de från Centraleuropa. Om sedan enbart kulturen eller hela folkslaget kom därifrån har inte kunnat fastställas, ej heller folkets etniska bakgrund. De två huvudteorierna går ut på, att de var proto-italiker eller proto-etrusker.
Villanovakrukor har hittats i Chiusi. En vanlig typ är en urna för kremeringsaska från 700-talet f.Kr. Dessa urnor är i form av små hyddor med halmtäckta tak, antagligen den avlidnes hem. Denna arkitekturstil skiljer sig så markant från den klassiska etruskiska att många etruskologer förnekar något samband mellan dem. Å andra sidan står det klart att befolkningen i området fick starka influenser från grekiska kolonier, såsom Cumae, och via grekisk immigration.
En annan, mindre förfäktad, teori är den om proto-italiker. Enligt denna kom etrusker från Egeiska havets kust och återuppbyggde samt återdöpte den umbrisk stad vid namn Camars, vilket man tror betyder "marskland" (träsk) på italiska. Då man omgav staden med en mur ändrade man dess namn till "inhägnad", varvid man använde sig av en etruskifierad form, Clevsin, av den passiva perfekparticipen clusus, av latinets cludere, "att stänga".
Denna teori lämnar dock vissa frågor öppna. Chiusi ligger på en kulle uppåt landet, långt från Latiums träsk. Dessutom: om etruskerna var tillräckligt dominerande för att ta över en stad från italikerna, varför skulle de då ge den ett italiskt namn?
Den etniska frågan behandlas utförligare i artikeln om etruskerna på engelskspråkiga Wikipedia. De flesta ser Villanovakulturen som proto-etruskisk, förändrad genom hellenistiskt inflytande. Italiker sammankopplas med kullarna i söder, där de först dyker upp i historien. Det italiska Umbrien är senare än det etruskiska.
Clevsin och Camars är troligare etruskiska ord. Utifrån vår begränsade kunskap om etruskiska ord kan vi i alla fall få camthi, namnet på ett magistratsämbete, som kan delas upp som cam-thi, där –thi är ett känt suffix. -ar, -arasi och -aras är pluraländelser av olika kasus. En cleva är ett offer. -s och -isi är genitiv- och dativändelser. Resultatet blir alltså, att Clevsin/Camars skulle betyda "en plats för magistrater eller offer", vilket harmonierar väl med den etruskiska kulturen. Namnfrågan väntar dock på sin slutliga lösning.

## Historia under antiken
Chiusi ligger på en kulle ovanför floden Clanis floddal, nära sjön Clusium, av vilka båda hade dessa namn redan under antiken. Clanis är en del av Tiberns avrinningssystem och var åtkomlig via båt från denna flod. Till Rom kunde man också komma via vägen Via Cassia, som byggdes över en etruskisk väg.
Platsen för det antika Clusium återtogs av romarna under senare tid, varvid många av de etruskiska kulturlagren gick förlorade. Exempelvis omnämner antika källor både, att Lars Porsenas grav fanns i Clusium och att Sulla lät plundra och bränna staden. Mycket av vad som återstår är dess gravar och katakomber, av vilka vissa troligen kan sammankopplas med monumentet över Porsena.
Lars Porsena, som var kung (eller lucumo) av Clevsin, bestämde sig för att inte återupprätta den romerska monarkin, utan uppmuntrade istället republiken. Trots detta förblev Clevsin en stor stad inom det etruskiska förbundet.
Det etruskiska förbundet var en legendarisk sammanslutning av tolv städer i Etrurien. De möttes vid fanum Voltumnae ("Voltumnas tempel") vid Velzna (Volsinii) en gång om året för att välja ledare. Förbundet får vanligtvis en plats i det antika Italiens historia, men källorna (huvudsakligen Titus Livius) omnämner två andra förbund, med tolv städer i varje, som inte får det; ett i Kampanien och ett i Podalen. Därmed var det totala antalet etruskiska städer i Italien, enligt dessa källor, 36.
Den italiska teorin om Villanovakulturen försöker påvisa en socio-politisk omöjlighet: a en massiv migrationsvåg av etrusker omkring år 600 f.Kr. gick över Egeiska havet till Etruriens kust och tog över västra halvan av Italien, ner till Kampanien, liksom Podalen från italikerna, byggde 36 städer och otaliga mindre anläggningar, formade tre sammanslutningar och tog över Rom. Men, om det inte var så det gick till är Villanovakulturen helt klart proto-etruskisk.
Även legenderna anger att etruskerna var på uppgång under hela tiden från det trojanska kriget (1200-talet f.Kr.) till Roms grundläggning 753 f.Kr. Förbundet grundades av Tyrrhenus, en person från Aeneas tid, som kämpade i det trojanska kriget. Clusium var en av de städer, som enligt Vergilius skall ha bistått Aeneas i sina ansträngningar. Detta Clusium kan bara ha varit Villanoviskt.

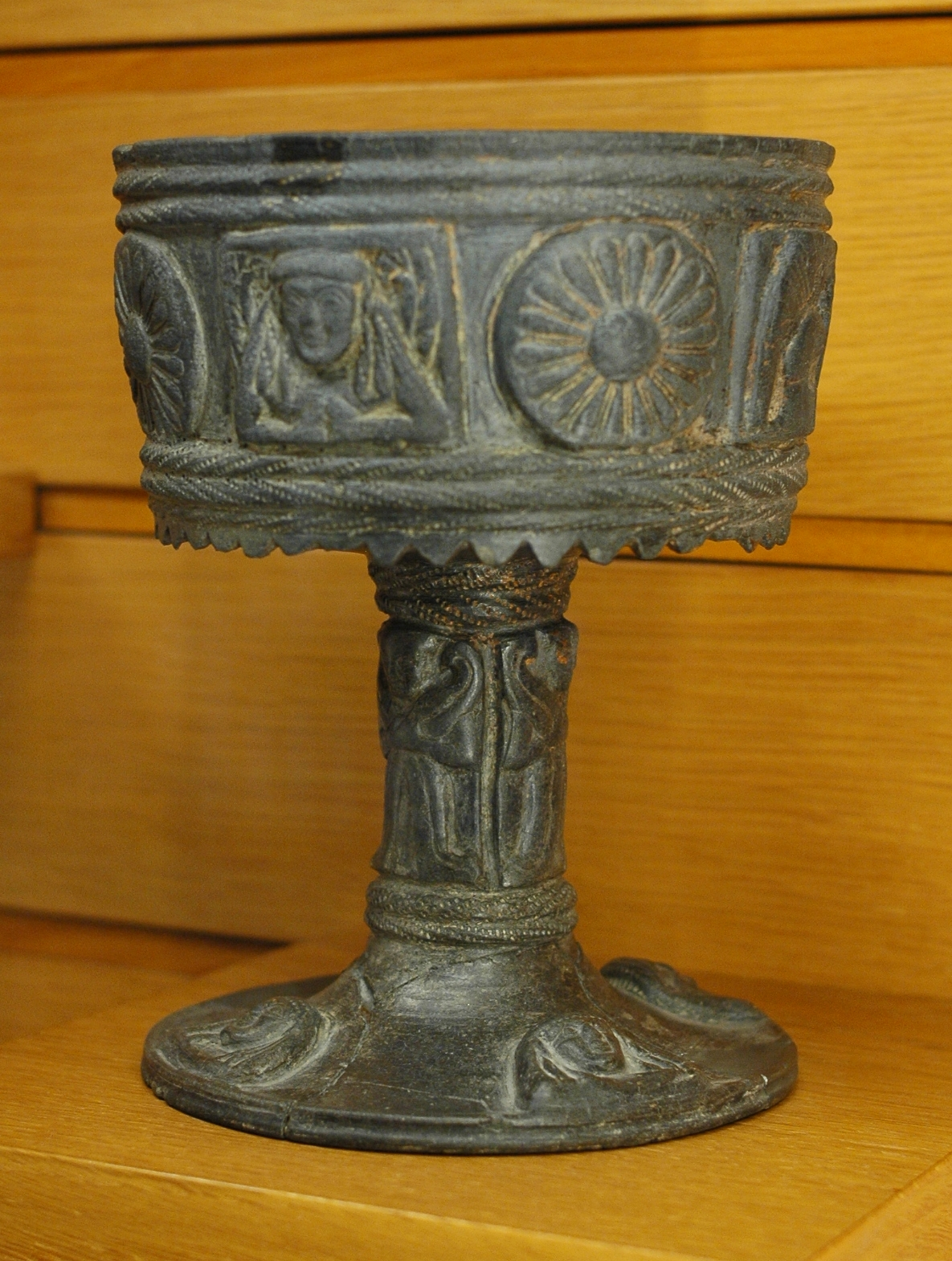
Bucchero-gods

Frågan om datering brukar ofta ta sitt avstamp i lergods och detta gäller även Clusium. Karakteristiskt sådan från 600-talet f.Kr. (omkring 650-600), Bucchero-gods, tillverkades där. Importerat och kopierat korinthiskt lergods av olika slag finns representerat i Clusium. Det tidigaste är av så kallad geometrisk stil, 1000-700 f.Kr..
Uppenbarligen blev etruskerna influerade av grekisk kultur efter mykenisk tid, vilket nådde sin höjdpunkt omkring 600 f.Kr., varefter Rom kom att dominera. Troligtvis inträffade Camars- och hyddfaserna före 1000 f.Kr.
Clusium uppträder endast sporadiskt i romersk historia. Flera århundraden efter Tyrrhenus styrde etruskiska familjer Rom. Lars Porsena var lucumo (kung) i Clevsin. Han drogs in i kampen mellan Roms regerande kungadynasti och de politiskt missnöjda genterna, som ville ersätta monarkin med republik.
Källorna är dock flyktiga. Det verkar som att de etruskiska städerna Clusium, Arretium, Volaterrae, Rusellae och Vetulonia konspirerade för att stödja republikanerna. Ändå krävde och fick Roms siste kung en fristad i Clevsin, när han drevs iväg från Rom.
Lars Porsena marscherade mot Rom med en armé och ett splittrat sinne. Brist på initiativ kan ha varit en orsak till, att han inte intog bron Pons Sublicius, vilken försvarades av Horatius Cocles. Enligt legenden intog han antingen Rom, men överlämnade staden till republikanerna, eller vägrade driva kriget vidare (då han starkt hade imponerats av Horatius mod). Porsena sägs ha skickat sin son Aruns för att inta Aricia, men expeditionen misslyckades och Aruns blev dödad. Clusium försvann sedan ur historien i några hundra år.
Plinius den äldre skrev att en storslagen grav byggdes åt Porsena; ett stort mausoleum omgivet av flera pyramider över en labyrint av underjordiska kammare, där inkräktare kunde gå vilse. Plinius såg aldrig denna grav, så hans beskrivning baseras på uppgifter av Varro och kanske en jämförelse med de minoiska labyrinterna, som han beskriver före denna grav. Stora tumuli från den senarchaiska perioden byggdes i Chiusi och moderna forskare har försökt sammankoppla dessa (särskilt Poggio Gaiella) med Lars Porsenas legendariska grav.
Nyligen gjordes försök att placera det antika Clusium vid en outforskad plats närmare Florens. Platsen (Gonfienti) har fördelarna att fungera i storlek och struktur och att vara outforskad. Möjligen kan man få fram lite mer handfasta bevis än vad som finns i nuläget.

### Allierad med Rom
Under det tidiga 300-talet f.Kr. (391 f.Kr. enligt varronisk kronologi) belägrades staden av galler, varpå clusierna kallade på hjälp från Rom. Under de efterföljande förhandlingarna dödade dock en av de romerska delegaterna (av släkten Fabia) en gallisk ledare. När romarna vägrade utlämna Fabierna och dessutom utnämnde två av dess familjemedlemmar till konsuler året därpå, bröt de uppretade gallerna belägringen och under Brennus ledning marscherade de mot och plundrade Rom.